# Oleoducto

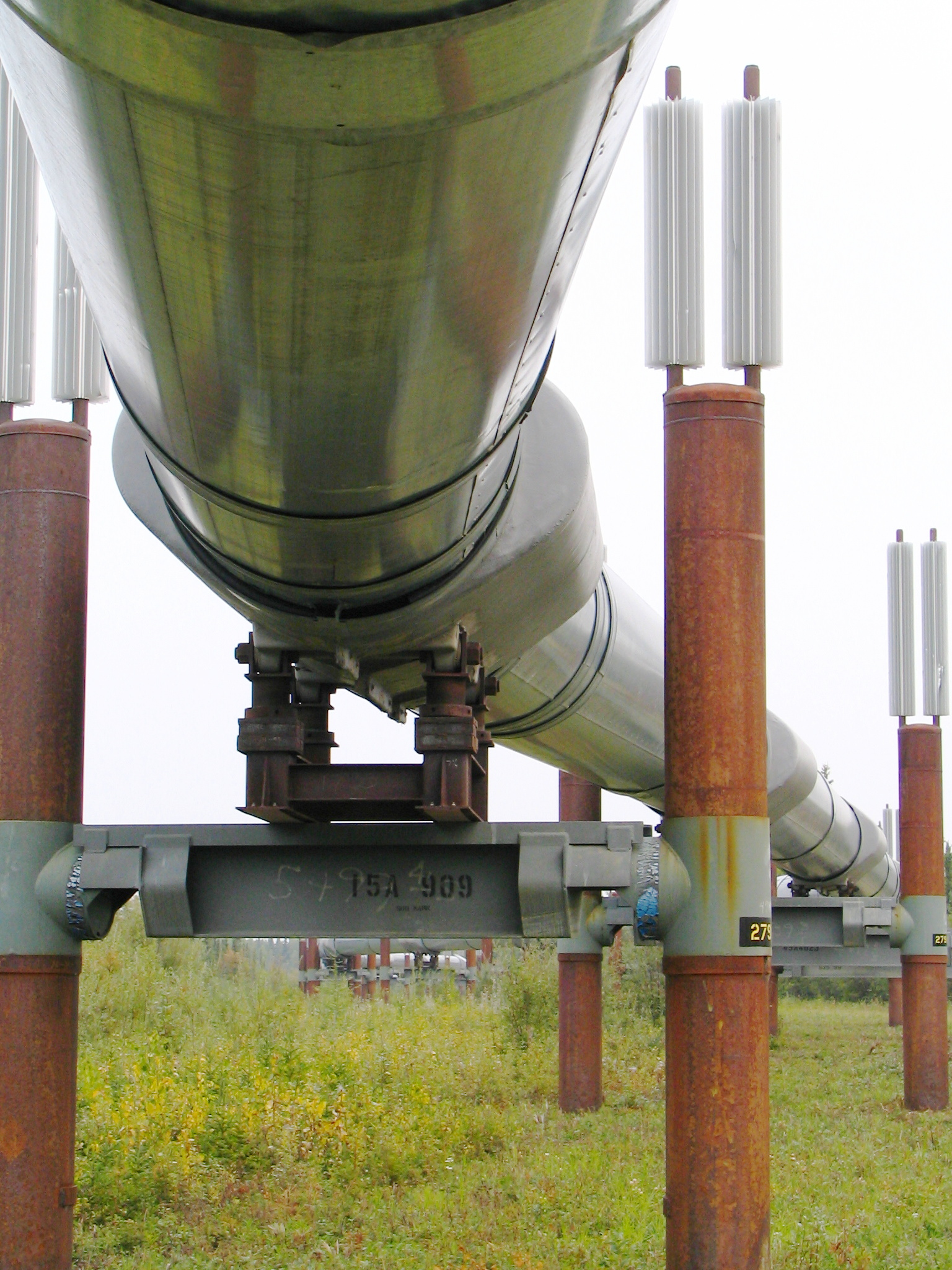
Foto del oleoducto de Alaska ligeramente elevado sobre el suelo para permitir el paso a migraciones animales.

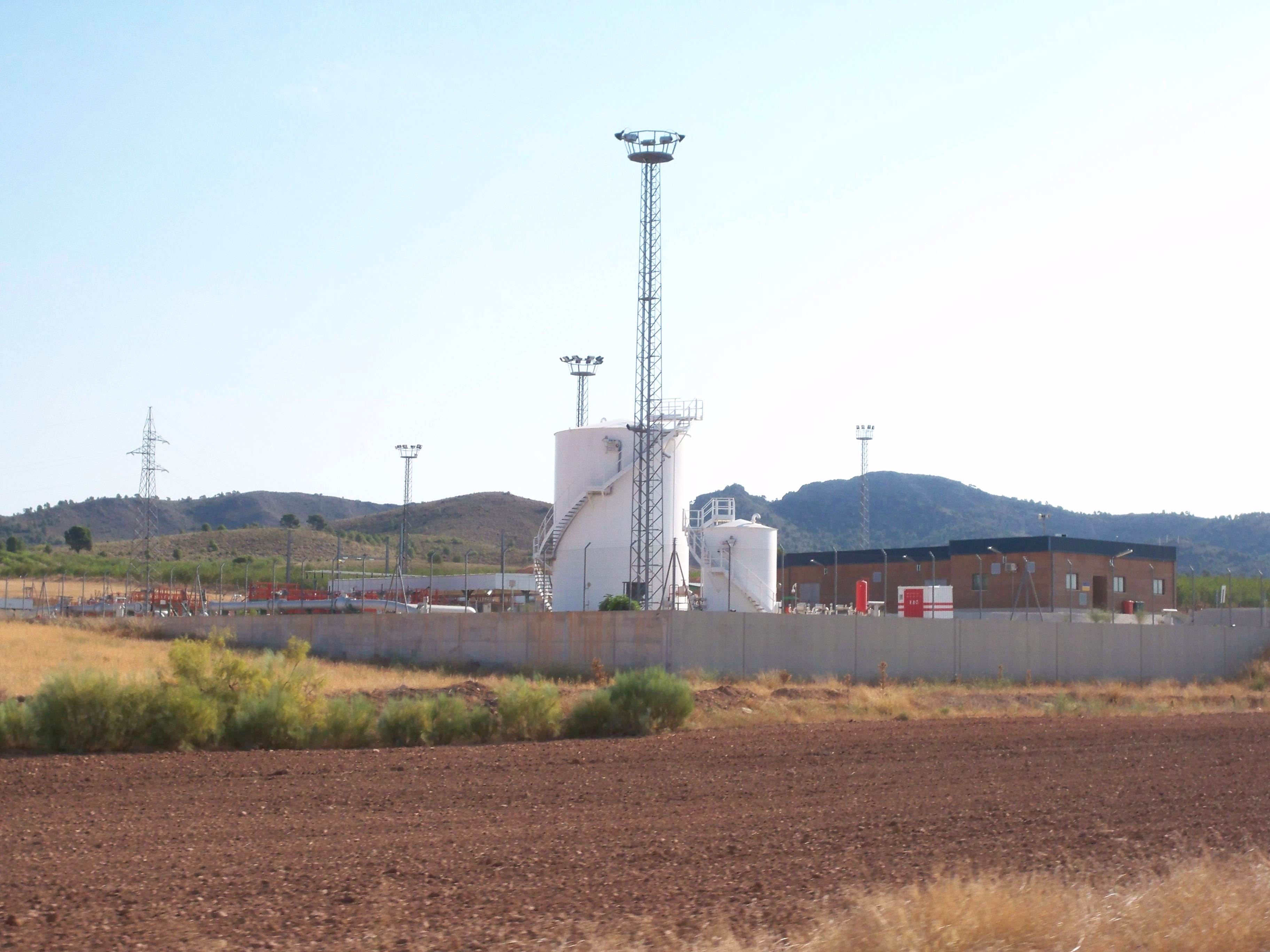
Estación de bombeo del oleoducto Cartagena - Puertollano en la Sierra del Segura en la provincia de Albacete (España).

Se denomina oleoducto a la tubería e instalaciones conexas utilizadas para el transporte de petróleo, sus derivados y biobutanol, a grandes distancias. La excepción es el gas natural, el cual, a pesar de ser derivado del petróleo, se le denominan gasoductos a sus tuberías por estar en estado gaseoso a temperatura ambiente.
Fueron pioneros en el transporte por medio de oleoductos las compañías de Vladímir Shújov y Branobel, a finales del siglo XIX.

## Construcción de oleoductos
Los oleoductos son la manera más rápida de transportar grandes cantidades de petróleo en tierra o en agua. Comparados con los ferrocarriles, tienen un costo menor por unidad y también mayor capacidad.
A pesar de que se puede construir oleoductos bajo el mar, el proceso es altamente demandante tanto tecnológica como económicamente; en consecuencia, la mayoría del transporte marítimo se hace por medio de buques petroleros.
Los oleoductos se hacen de tubos de acero o plástico. Donde sea posible, se construyen sobre la superficie. Sin embargo, en áreas que sean más desarrolladas, urbanas o con flora sensible, se entierran a una profundidad típica de 1 metro.
La construcción de oleoductos es compleja y requiere de estudios de ingeniería mecánica para su diseño, así como estudios de impacto ambiental en las áreas donde serán tendidos.
El American Petroleum Institute es la institución más influyente a nivel mundial, en lo que respecta a normas de ingeniería para la construcción de oleoductos, siendo la especificación API 5L (Especificaciones para Tubería de Línea) la aplicable para la construcción de tuberías para transporte de petróleo crudo, gas, así como derivados de hidrocarburos. La última versión del API 5L fue divulgada en octubre de 2007 en su edición 44ta.
Los oleoductos de tubería de acero son construidos uniendo en el sitio (campo) las series de tubos del diámetro requerido que han sido llevados al lugar del tendido, la unión es generalmente mediante soldadura. Los tubos por su parte, pueden tener diámetros desde 1/2" (12,7 mm) hasta 144" (aproximadamente 360 cm) y vienen de fábricas de tuberías que pueden utilizar diversos métodos para su fabricación de acuerdo a la norma API 5L, los métodos más usados son:
- - Seamless (Sin Costura, un tipo de tubería que no es soldada)
- - ERW (Electrical Resistance Welding o soldadura por resistencia eléctrica hoy día conocida como High Frequency Welding o HFW)
- - SAW (Submerged Arc Welding o Soldadura por Arco Sumergido). De este tipo existe la SAWL (Con costura longitudinal) y la SAWH (Con costura Helicoidal o en Espiral).

## Operación
El petróleo se mantiene en movimiento por medio de un sistema de estaciones de
bombeo construidas a lo largo del oleoducto y normalmente fluye a una velocidad de entre 1 y 6 m/s. En ocasiones se utiliza el oleoducto para transportar dos productos distintos o más, sin hacer ninguna separación física entre los productos. Esto crea una mezcla en donde los productos se unen llamada la interfaz. Esta interfaz debe retirarse en las estaciones de recepción de los productos para evitar contaminarlos.
El petróleo crudo contiene cantidades variables de cera o parafina la cual se puede acumular dentro de la tubería. Para limpiarla, suele enviarse periódicamente indicadores de inspección mecánicos a lo largo de la tubería, también conocidos como pigs por su nombre en inglés, que se introducen por los extremos de la tubería y en las estaciones de bombeo, en los programas de mantenimiento del oleoducto.
Pueden transportar diferentes tipos de petróleo, pesado, ligero y de diferente calidad, en las estaciones de transferencia y refinerías, se conectan con tubos más pequeños llamados poliductos, que transportan el combustible refinado del petróleo, diésel y gasolina a diferentes lugares del país.

## Accidentes
Los oleoductos transportan material inflamable y volátil, por lo que son fuente de preocupaciones de seguridad. 
- 17 de octubre de 1998 - en Jesse en el delta del río Níger en Nigeria, un oleoducto hizo explosión matando a unos 1200 aldeanos, algunos de los cuales estaban recogiendo gasolina. Este es el peor de varios accidentes similares en este país.
- 4 de julio de 2002 - La ruptura del oleoducto de Enbridge liberó petróleo crudo cerca de Cohasset, Minnesota.
- 12 de mayo de 2001 - un oleoducto tuvo rupturas en las afueras de Lagos, Nigeria. Un máximo de 200 personas pudieron haber muerto.
- 19 de diciembre de 2010 - Explota un oleoducto alrededor de las 6:00 a. m. perteneciente a la paraestatal mexicana Petróleos Mexicanos (PEMEX) debido a una toma clandestina usada para el robo de combustible, ocurrido en el municipio de San Martín Texmelucan, del estado de Puebla dejando una cifra de al menos 27 personas muertas, 52 heridas y más de 5000 personas desalojadas de sus hogares por temor a que no fuera la única toma clandestina, dejando además pérdidas por varios millones de dólares (Fuente: Periódico El Universal, México).
- 23 de diciembre de 2011 - Un poliducto hace explosión en la población de Dosquebradas, en Colombia, 39 muertos y 80 heridos.[2]
- 18 de enero de 2019 - Explota un oleoducto de PEMEX en el estado de Hidalgo, debido a la perforación y mal uso de este, dejando un saldo preliminar de 66 muertos y 79 heridos

## Seguridad
Los oleoductos pueden ser el blanco de vandalismo, sabotaje o hasta de ataques terroristas. En la guerra, los oleoductos suelen ser el blanco de tácticas militares, ya que la destrucción de oleoductos puede romper seriamente la logística enemiga. También existe desgaste por los años en servicio, lluvias, derrumbes, óxido, y algunas veces deben ser reemplazados por nuevas tuberías, en forma paralela al trayecto del oleoducto.